# Мішок

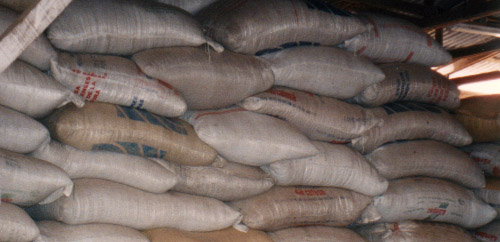
Кава у мішках з синтетичної тканини

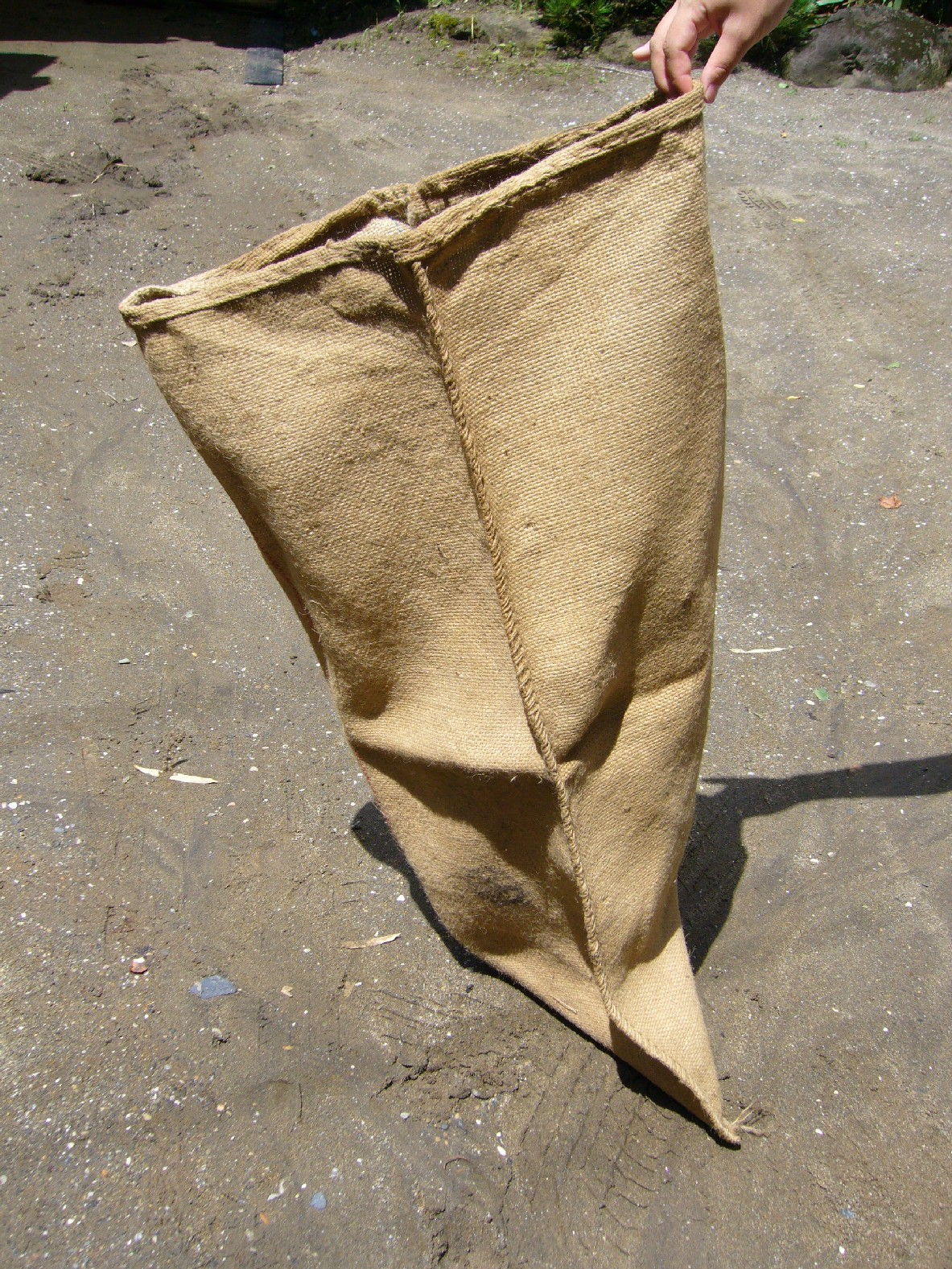
Мішок з мішковини

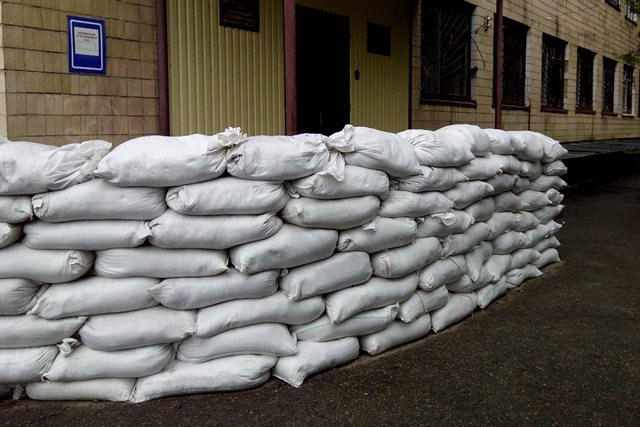
Захисна споруда із мішків з піском у дворі військомату, квітень 2014 року.

Мішо́к (зменшувальне від міх) — зшите зі шматка грубої тканини вмістище для зберігання і перевезення сипких тіл і різних речей, а також великий паперовий пакет цього ж призначення; упаковка. Мішки призначаються для складування, перенесення і транспортування різноманітних сипучих будматеріалів, харчових продуктів тощо.

## Використовування
Зазвичай вони шиються з грубої, міцної тканини (рогожа, мішковина), паперу, шкіри, синтетичних матеріалів.
Перевагою мішка перед іншими ємностями є вкрай малі маса і обсяг порожнього мішка в порівнянні з вантажем, що поміщають в нього, а також дуже малі габарити згорнутого мішка. Крім того, мішок зазвичай дешевше інших контейнерів тієї ж місткості.
До недоліків можна віднести низьку міцність на прокол і незручність перенесення заповненого мішка. При додаванні ручки, пари ручок або ременя мішок перетворюється на найпростішу сумку.

## Лантух
Ла́нтух (інші назви — вантух, чувал) — великий мішок з грубої тканини, а також міра об'єму, що вживалась у середньовічній Україні (близько 5 пудів (81,9 кг) збіжжя). Найчастіше лантухами вимірювали хміль.

## Бурдюк
Бурдюком називають мішок із цілої шкури тварини для зберігання або перевезення вина, води.

## Ворок
Ворок, ворочок — мішечок з гострокутним дном для відціджування сиру. У діалектах цим словом можуть називати мішок взагалі.

## Спальний мішок
Спальний мішок або спальник — предмет похідного побуту, призначений для відпочинку і сну, що має форму мішка чи кокона.